# Aega concinna
Aega concinna is een pissebed uit de familie Aegidae. De wetenschappelijke naam van de soort is voor het eerst geldig gepubliceerd in 1940 door Hale.